# ريمي ديسبونيت
ريمي ديسبونيت (مواليد 28 فبراير 1992) هو لاعب كرة يد فرنسي يلعب في نادي مونبلييه  ومنتخب فرنسا .

## روابط خارجية
- ريمي ديسبونيت على موقع الاتحاد الدولي لكرة اليد (الإنجليزية)
- ريمي ديسبونيت على موقع الاتحاد الأوروبي لكرة اليد (الإنجليزية)
- ريمي ديسبونيت على موقع الاتحاد الفرنسي لكرة اليد (الفرنسية)
- ريمي ديسبونيت على موقع اللجنة الأولمبية الدولية (الإنجليزية)